# Valeriu Pescaru
Valeriu Pescaru (n. 29 noiembrie 1934) este un fost deputat român în legislatura 1990-1992, ales în județul Prahova pe listele partidului PDAR.

## Biografie
Este de profesie informatician  - matematician (statistician) , absolvent al Universității din București, Facultatea de Matematică și Fizică, intre primele generații de informaticieni din  promoțiile  din jurul anilor 1960 .
În perioada "1965-1989 au colaborat cu Catedra de Cibernetica Economica în zona informaticii, numeroși specialiști fie de la laboratoarele catedrei - Centrul de Calcul cum li se mai zicea, fie de la centrul de Calcul al Direcției centrale de statistica - DCS, fie de la ICI - Institutul central de Informatica. foștii absolvenți își amintesc de dr. Valeriu Pescaru, dr. Vasile Bita, Grigore Grama, dr. C.V. Negoita, Duta Doru Lucian, Weiss Gheorghe, Gheorghe Ciobanu, Vasile Ionescu, Constantin Bilciu, Gabriel Diaconescu, Iulian Satran, Csaba Fabian, Margareta Pencea, Ion Teodor, Dan Somnea, Ion Gheorghe, Ladislau Gaspar, Ioan Catona, Cristian Popescu și mulți, mulți alții. Istoria trebuie sa consemneze faptul ca primul decan al facultății de Cibernetica a fost prof. dr. ing, Edmond Nicolau, iar al doilea decan al facultății a fost tot un inginer, prof. dr. ing. Nicolae Racoveanu. Și prof.dr.doc. Constantin Ionescu s-a alăturat echipei care se ocupa de analiza și proiectarea sistemelor informatice și a sistemelor informaționale."
(citat de pe blogul unui fost student  de la ASE cibernetica,   Ion Ivan
(...) dr. Valeriu Pescaru , alaturi dr. Vasile BIȘĂ  și Grigore GRAMA , au alcătuit echipa celor care predat tehnica de calcul la Secția de Mecanizare și Automatizare a calculului Economic din ASE. 
(...)  1989-1990 a fost  Director al  CICMAIA   , Centrului Informational si de Calcul  al Ministerul Agriculturii și Industria Alimentara , Actualul  MADR
Alîturi de Dr. Valeriu Pescaru la conducerea CICMAIA, s-a aflat Director Adjunct Dr. Viorica Neacsu tot matematiciana și Dr. Victor Surdu  ( matematician-informatician  sau agronom de verificat).
Cărți:  
MECANIZAREA ȘI AUTOMATIZAREA LUCRĂRILOR DE CALCUL STATISTIC Vasile BIȘĂ,  Grigore GRAMA și Valeriu PESCARU 
MAȘINI DE CALCUL PENTRU  MECANIZAREA ȘI AUTOMATIZAREA LUCRĂRILOR ECONOMICE Și ADMINISTRATIVE Vasile BIȘĂ,  Grigore GRAMA și Valeriu PESCARU
Alte:
- Prieten și coleg de breaslă cu matematician Cristea I. Ion, Cristea Victoria tot matematician
- Evocări de la Institutul de Statistica
- După revoluție, împreună cu Victor Surdu au intrat în politică.

Astfel din  1990-1992  devine deputat român în legislatura , ales în județul Prahova pe listele partidului PDAR (PARTIDUL DEMOCRAT AGRAR ROMAN).

## Legături externe
- Valeriu Pescaru Arhivat în 18 august 2016, la Wayback Machine. la cdep.ro
- http://www.ionivan.ro/ASE%20100/ASE%20100-CatedraIE.htm
- http://ionivan1947.blogspot.ro/2017/04/csie50-profesorul-grigore-grama.html
- https://1.bp.blogspot.com/-bnjCn8suuyM/WO9RenlFWpI/AAAAAAAAIqs/_sGSmt_Qxt8Q94m1x3pVIC_TcqsFRk82ACLcB/s1600/cartile%2Bmanea%2Bmanescva001.JPG
- https://1.bp.blogspot.com/-bnjCn8suuyM/WO9RenlFWpI/AAAAAAAAIqs/_sGSmt_Qxt8Q94m1x3pVIC_TcqsFRk82ACLcB/s1600/cartile%2Bmanea%2Bmanescva001.JPG